# Meister des Wavrin
Als Meister des Wavrin (fr.  Maître de Wavrin') wird ein mittelalterlicher Buchmaler aus der zweiten Hälfte des 15. Jahrhunderts bezeichnet. Der namentlich nicht bekannte Künstler war wahrscheinlich in Frankreich in der Region um Lille tätig. Er erhielt seinen Notnamen nach einigen Manuskripten, die er im Auftrag des burgundischen Adeligen Jean de Wavrin geschaffen hat. Dies kann anhand der darin auf Eingangseiten zu findenden Wappen Wavrins identifiziert werden.
Die typischen Bilder des Meisters des Wavrin sind wesentlich weniger koloriert als die anderer zeitgenössischer Buchmaler und in Wasserfarbe gemalt. Der Meister hat meist gemeinsam mit einem Dutzend anderer in Lille vermuteten Maler Bilder zu Werken beigetragen, vor allem zu Ritterromanen. Dem Meister können unter anderem Beiträge zu folgenden Werken zugeschrieben werden:
- Histoire des Seigneurs de Gavre; Königliche Bibliothek Belgiens, Brüssel[1]
- Le livre des amours du Châstellain de Coucy et de la Dame de Fayel; Stadtbibliothek Lille
- Livre du Comte d’Artois; Französische Nationalbibliothek, Paris[2]
- Gérard de Nevers (Ritterroman) Königliche Bibliothek Belgiens, Brüssel[3]
- Oliviers de Castille (Ritterroman); Zentralbibliothek der Universität Gent[4]
- Othovien (Ritterroman); Musée Condé, Chantilly

Der Hauptauftraggeber des Meisters des Wavrin, Seigneur de Forestel, Jean de Wavrin stand der englischen Krone nahe und war Veteran der Schlacht von Agincourt von 1415. Wavrin schrieb die Chronik Receeuil des chroniques et anciennes istoires de la Grande Bretaigne, ein Werk, das die Geschichte des englischen Königshauses von sagenhaften Anfängen um den Trojanischen Krieg bis hin ins 15. Jahrhundert beschreibt und das in der Werkstatt des Meisters des Wavrin illuminiert wurde. Ob auch der Meister selber Miniaturen dazu beigetragen hat, ist nicht sicher nachzuweisen.